# Посёлок имени Лукашевича
имени Лукашевича — поселок в Партизанском районе Красноярского края в составе Минского сельсовета.

## География
Находится на правом берегу реки Мана примерно в 32 километрах по прямой на юг-юго-запад от районного центра села Партизанское у разъезда Лукашевич Красноярской железной дороги.

## Климат
Климат умеренно холодный, континентальный. Вегетационный период продолжается, в среднем, 135 дней-148 дней, а безморозный в среднем 96 дней, с колебаниями в отдельные годы от 105 до 79 дней. Устойчивый снежный покров лежит более пяти месяцев (в среднем с первой декады ноября до конца апреля). Средняя высота снежного покрова под пологом составляет 56 см, на открытых участках — 19 см. Среднегодовое количество осадков 375 мм. Средняя температура воздуха за год −0,9°С.

## История
Образован во время строительства железнодорожной линии Абакан-Тайшет. Назван в честь Бориса Лукашевича, инженер-майора, командира группы подрывников, погибшего в 1964 году во время ликвидации ледяного затора во время ледохода.

## Население
Постоянное население составляло 4 человека в 2002 году (100 % русские), 0 в 2010.